# Lethrus karatavicus
Lethrus karatavicus is een keversoort uit de familie mesttorren (Geotrupidae). De wetenschappelijke naam van de soort werd in 1971 gepubliceerd door Nikolajev & Skopin.